# Edmund Rumpler

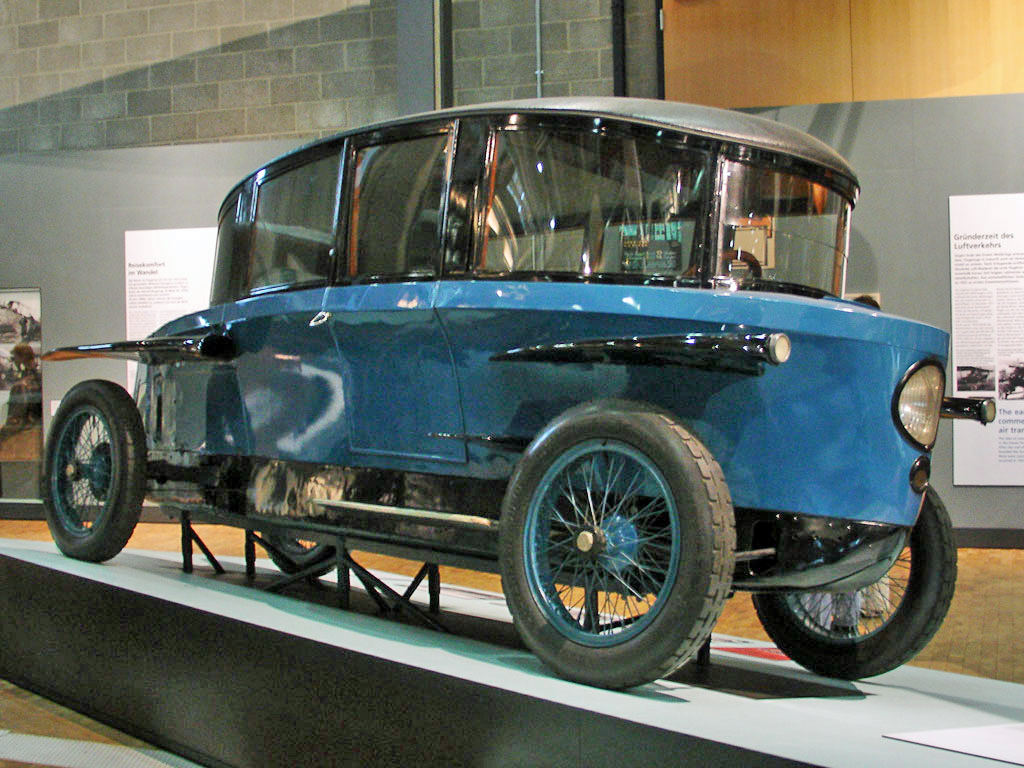
Rumpler Tropfenwagen

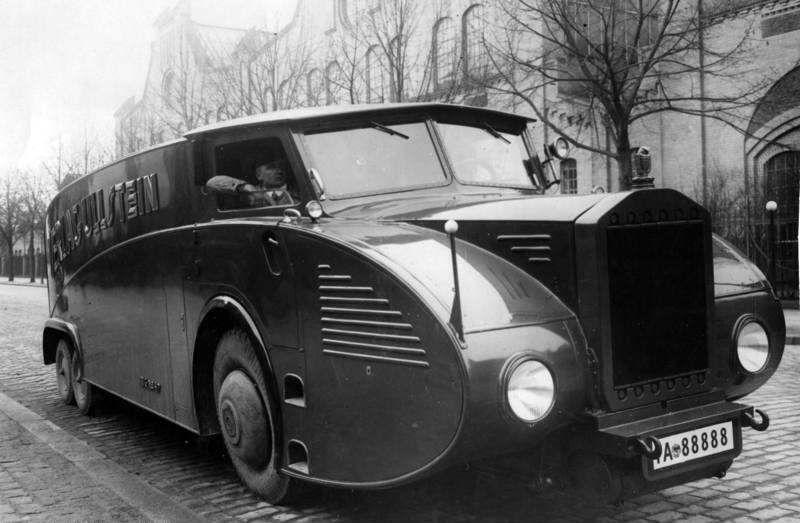
Autocarro aerodinamico Rumpler Lkw

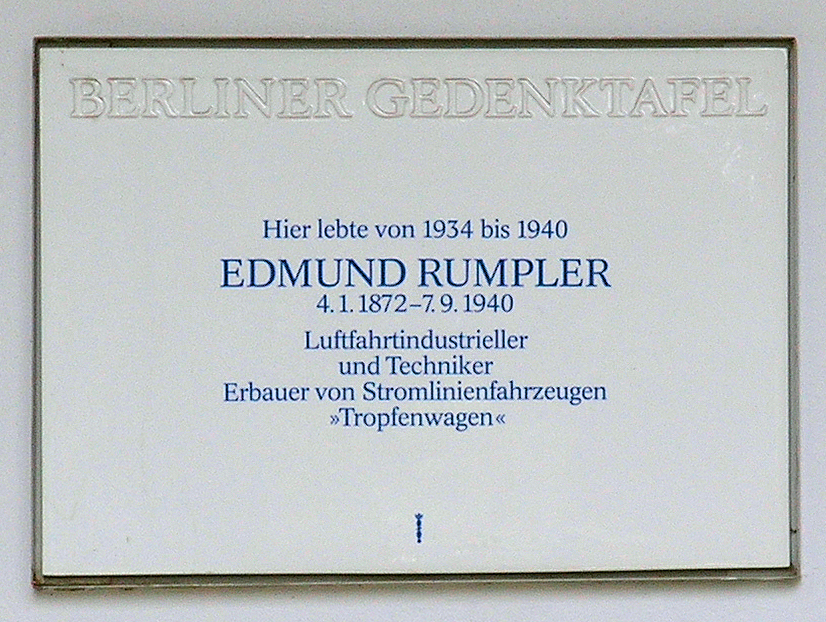
Targa Berliner Gedenktafel in memoria di Rumpler a Berlino

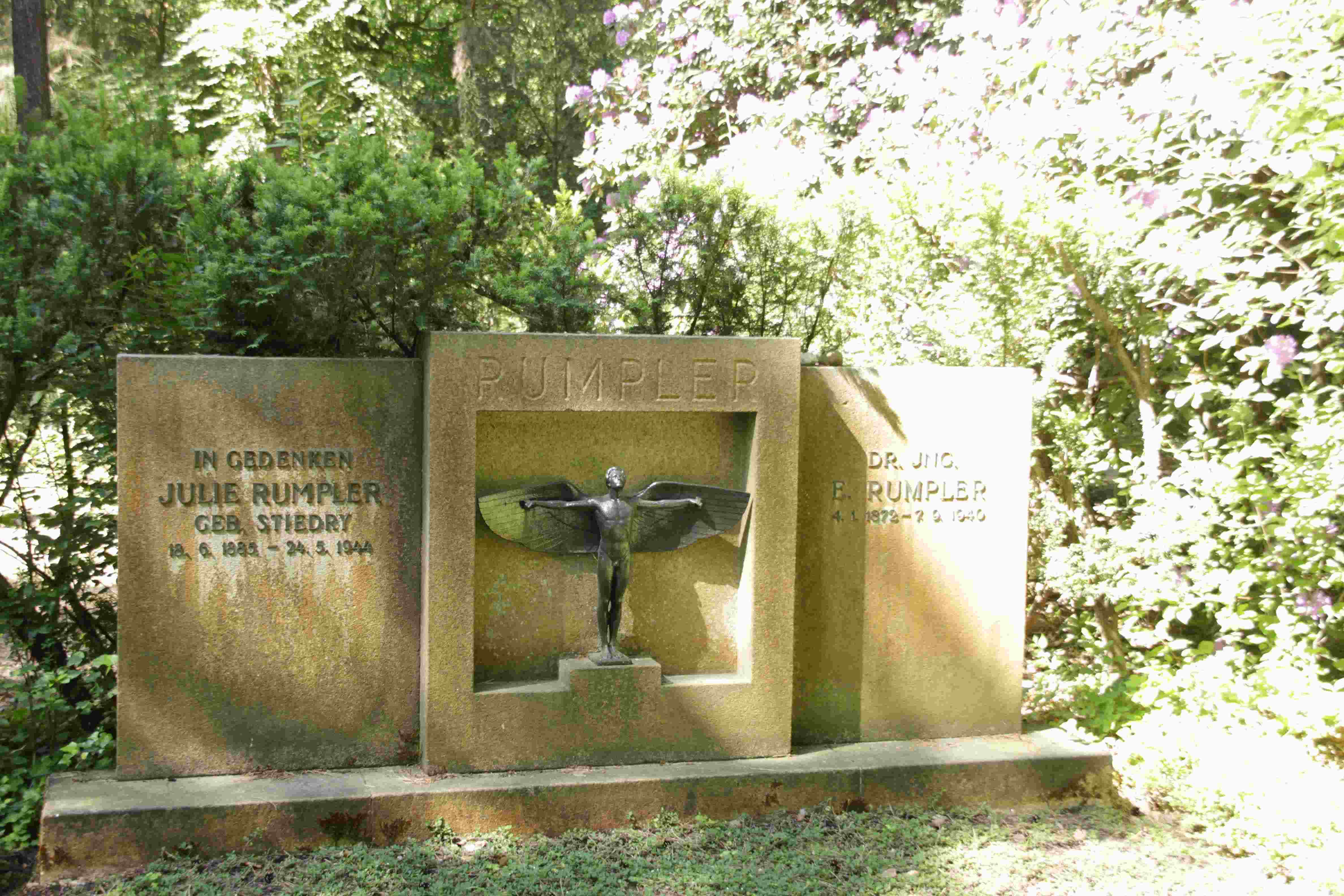
Tomba al Stahnsdorf

Edmund Rumpler (Vienna, 4 gennaio 1872 – Neu Tollow, 7 settembre 1940) è stato un ingegnere austriaco naturalizzato tedesco, le cui opere più importanti furono l'aeroplano Rumpler Taube, l'automobile Tropfenwagen e l'aeroplano Rumpler C.I.

## Biografia
Nacque a Vienna nel 1872, nell'allora capitale dell'Impero austro-ungarico. Dal 1890 al 1895 studiò alla Technische Universität von Wien la costruzione di veicoli, lavorando principalmente su macchine a vapore, automobili, e mezzi di trasporto ferroviari. Venne assunto come progettista alla Allgemeinen Motor-Wagen-Gesellschafta di Berlino fino al 1898. Iniziò la carriera collaborando con Hans Ledwinka alla costruzione della Nesselsdorf Präsident, prima automobile della Nesselsdorfer Wagenbau-Fabriks-Gesellschaft, l'odierna Tatra con sede a Kopřivnice in Moravia.
Nel 1900 venne assunto alla Daimler-Motoren-Gesellschaft dove progettò il primo motore tedesco con il cambio di velocità. Nel 1902 e nel 1903 brevettò il primo sistema di sospensioni indipendenti e pedali, idea adottata poi da Ferdinand Porsche sia per il Maggiolino che per la Porsche 911. Lo stesso sistema venne utilizzato dalla Chevrolet sulla Convair. Nel 1903, come ingegnere capo alla Adlerwerke di Francoforte sul Meno inventò il primo assale oscillante a sospensioni indipendenti. Nello stesso anno divenne direttore tecnico della Adlerwerke e sviluppò il primo motore per automobili della casa tedesca. Nel 1906 fondò a Berlino un ufficio tecnico, dove nel 1908 venne creato un dipartimento aeronautico.
Dopo la riuscita del primo volo dei fratelli Wright nel 1903 lasciò temporaneamente il mondo delle auto per entrare nel mondo dell'aviazione.
Nell'ottobre 1908 fondò con August Euler a Berlin-Johannisthal, la Rumpler Flugzeugwerke GmbH, prima fabbrica di velivoli. Sviluppato dal 1908, e costruito nel 1910, il "Taube" è il velivolo di Ignaz Etrich, mentre nel 1912 realizza il primo motore aeronautico ad otto cilindri a V. Nel 1913 divenne cittadino tedesco. Nel 1918 nel corso della prima guerra mondiale, nella sua fabbrica, la Bayerische Rumpler-Werke AG di Augusta, con l'aiuto di 2.300 collaboratori costruì 1.400 velivoli.
Dopo la fine della prima guerra mondiale, il trattato di Versailles del 1919 impedì alla Repubblica di Wimar la produzione di motori aeronautici, per cui Rumpler applicò i suoi studi sull'aerodinamica sulle automobili, fondando, nel 1921, la Rumpler-Werke GmbH, ma l'unica auto prodotta fu la Rumpler Tropfenwagen. Sempre nel 1921 presentò il veicolo alla Internationale Automobil-Ausstellung di Berlino. Ma fu un cattivo affarista, in quanto vennero approntati solo 100 autoveicoli.
Nel 1925 la Rumpler-Werke dichiara bancarotta con le ultime Tropfenwagen vendute a Fritz Lang che utilizzò nel film Metropolis del 1927. Nel 1926 Rumpler vendette la sua fabbrica aeronautica della Udet Flugzeugbau.
Nel 1930 fondò presso Ammendorf e a Berlino la "Rumpler-Lindner Vorntriebs-Gesellschaft mbH“, le cui sedi erano nel quartiere di Berlino, Kreuzberg SW 68, Kochstraße 53, e nel quartiere di Wedding, Berlino 39, Reinickendorfer Straße 113. Nel 1930, su brevetto di Edmund Rumpler, la "Autogena-Blech-Industrie-GmbH-Schweißtechnik" fabbricò un autocarro a trazione anteriore con sospensioni indipendenti.
Le linee aerodinamiche del Rumpler Lkw vennero realizzate nel 1930 in soli due esemplari, con il nome "Vornantrieb" al posto di "Frontantrieb", all'epoca un nome brevettato dalla DKW.
Il primo autocarro Typ RuV 29 era alimentato da un motore Maybach-Motorenbau a sei cilindri da 90 HP. Il secondo autocarro, il Typ RuV 31, era alimentato da un motore da 150 HP a 12 cilindri a V e velocità massima di 100 km/h. La Continental AG per l'occasione sviluppò pneumatici appositi, in grado di superare velocità superiori ai 100 km/h. Il costruttore di carrozzerie Gottfried Lindner AG di Ammendorf costruì l'allestimento assieme alla Ambi-Budd-Presswerk di Johannisthal e alla carrozzeria berlinese Luchterhand & Freytag di Berlin-Tempelhof. L'autocarro venne usato dalla Ullstein Verlag come Zeitungs-Express-LKW, corriere espresso per la consegna quotidiana. Nel 1943 il Rumpler Lkw fu bombardato.
Dopo il fallimento della sua industria automobilistica, Rumpler fece ritorno nel mondo dell'aeronautica. Poi, nel 1933, con l'avvento di Hitler, e a causa delle sue origini ebree, venne imprigionato ma poi rilasciato, ma fu costretto ad abbandonare il lavoro. Morì a Neu Tollow nei pressi di Wismar nel 1940. La tomba giace al Südwestkirchhof Stahnsdorf, blocco Reformation, Gartenblock III, tomba 28.

## Media
Rumpler fu dal 1900 redattore della rivista "Der Motorwagen".

## Velivoli

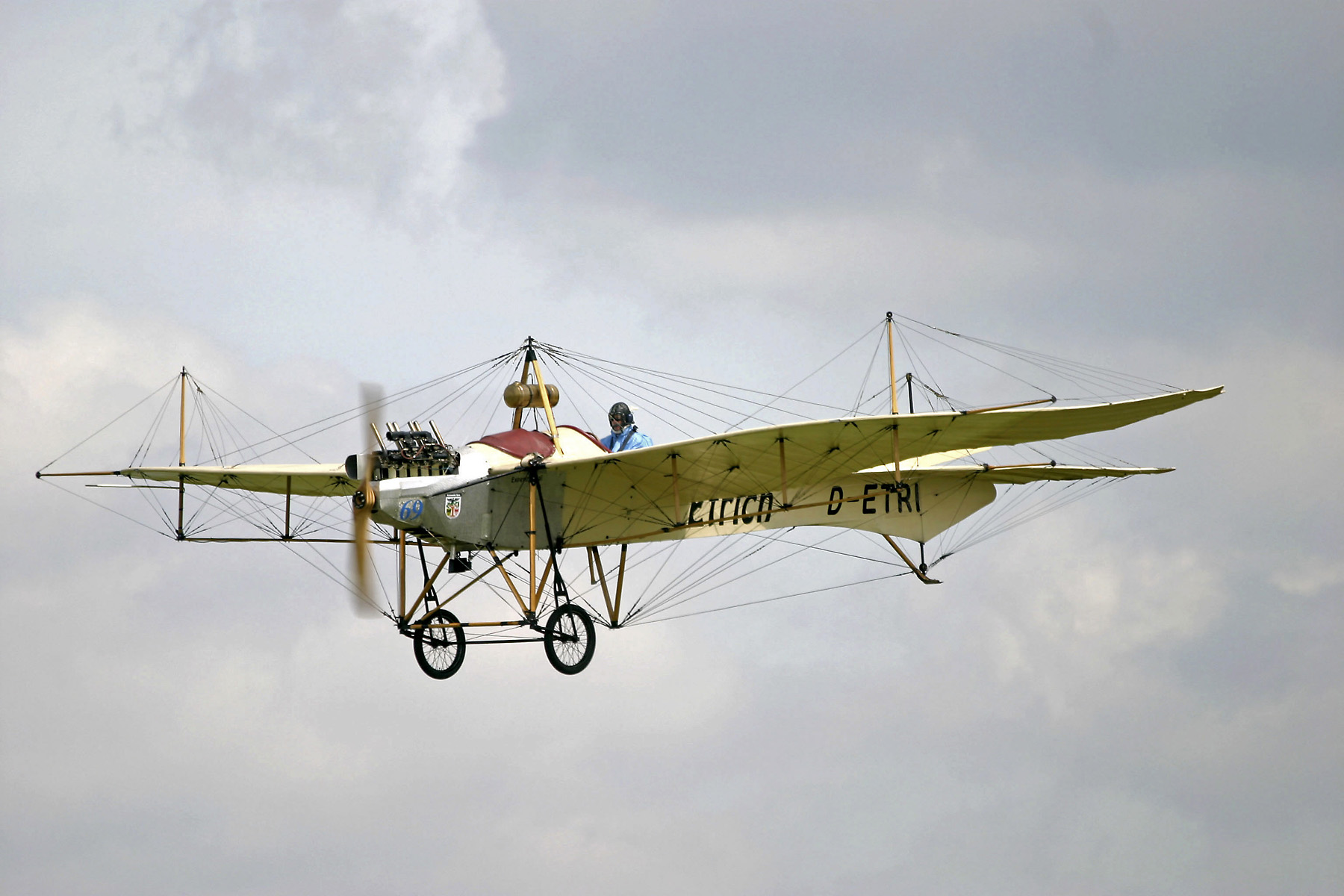
Rumpler Taube alla Mostra internazionale dell'aeronautica e dello spazio di Berlino (ILA) 2004

- Taube
- 4A13
- 4A15
- 4B11
- 4B12
- 5A4
- 4E
- 6A2
- 6B1
- 6B2
- 7D
- B.I
- C.I
- C.III
- C.IV
- C.V
- C.VII
- C.IX
- C.X
- D.I
- G.I
- G.II
- G.III

## Opere
- Edmund Rumpler, Die Flugmaschine - Kritische Besprechung ausgeführter Flugmaschinen mit besonderer Berücksichtigung der geschichtlichen Entwicklung, Berlino, Berliner Verein für Luftschiffahrt, 1909.
- Edmund Rumpler: Der 1000 PS Flugmotor. Dissertation Technische Hochschule Berlin, 1920. 63 S.
- Edmund Rumpler: Vorderrad-Antrieb für Lastwagen und Omnibusse. (in Henschel-Hefte. Febr. 1931, Kraftwagensondernummer.) Henschel & Sohn A. G., Kassel 1931.